# Pembahoningzuiger
De Pembahoningzuiger (Cinnyris pembae; synoniem: Nectarinia pembae) is een zangvogel uit de familie Nectariniidae (honingzuigers).

## Verspreiding en leefgebied
Deze soort is endemisch op Pemba, een eiland in de Indische Oceaan ten oosten van de kust van Afrika.